# Rob Chudzinski
Robert Matthew Chudzinski, né le 12 mai 1968, est un entraîneur de football américain et ancien joueur. Il a été l'entraîneur principal des Browns de Cleveland en janvier 2013 et travaille actuellement à Boston College comme entraîneur adjoint principal offensif.

## Biographie

### Carrière de joueur
Chudzinski a joué au poste de tight end pour les Miami Hurricanes entre 1986 et 1990, remportant les titres nationaux en 1987 et 1989.

### Carrière d'entraîneur
Il débute comme entraîneur adjoint à l’université de Miami (1994), devient coordinateur offensif (2001 à 2003), puis rejoint la NFL.

#### NFL
- Cleveland Browns (2004, 2007–2008, janvier 2013)
- San Diego Chargers (2005–2006, 2009–2010)
- Carolina Panthers (2011–2012)
- Indianapolis Colts (février 2014–2017)[3]

Il est remercié par les Browns après une saison avec un bilan de 4–12.
Il rejoint le staff de Boston College en 2020.

## Vie privée
Il est marié à Sheila et père de deux enfants, Kaelan et Rian.